# 火砕サージ
火砕サージ（かさいサージ、pyroclastic surge）とは、火山の噴火の際に発生する現象のひとつで、火砕流に似ているが火山ガスの比率が高いため密度が小さく、高速で薙ぎ払うように流動する現象。単にサージ（surge）ともいう。
ガス成分が多いため、火砕流とは異なり乱流であると考えられている。時には時速100キロメートルを超える高速で移動するが、固体粒子が少なく乱流であるため粒子が落ちやすく、サージとしての流動形態はあまり長続きしない。到達距離は最大で5キロメートル程度と考えられている。

## 火砕サージの種類
- ベースサージ（base surge）
- グラウンドサージ（ground surge）
- 灰雲サージ（ash-cloud surge）

このほか、流動中の火砕流の先端からガスがジェット状に噴出することがある。このジェット部分だけを見るとサージと同じであるが、これは火砕流の一部であってサージではないとする見方もあり、まだ分類は定まっていない。

## 火砕サージの発生例
- イタリア、ヴェスヴィオ火山（79年噴火）
- 北海道駒ヶ岳（1929年噴火）
- 明神礁（1952年噴火）
- アイスランド、スルツェイ島（1963年噴火）
- フィリピン、タール湖（1965年噴火）
- 三宅島（1983年噴火）

このほかの火山でも、火砕サージによる堆積物が確認されている場所は多数ある。

## 火砕サージによる災害
- 海底火山の噴火でベースサージが発生した場合、付近を航行中の船舶が被害を受けることがある。明神礁の1952年での噴火を調査していた海上保安庁の船が遭難した原因はベースサージと推測されている。
- サージそのものの到達距離は短いが、火砕流の先端から噴出する場合は火砕流と同程度の距離に影響を及ぼしうる。そのため、このような火砕流が火山周囲の集落等に達した場合、火砕流本体の到達以前に構造物の破壊や火災が発生することもある。
- 火砕サージの発生が予測される火山のハザードマップには、到達範囲を予測したデータが書き込まれることがある。
- 西暦79年に噴火したイタリアのヴェスヴィオ火山にて火砕サージ、及び火砕流が発生し、麓の都市ポンペイがわずか1日で消滅、住民数千人が死亡した。